# Eithinoha Corona
L'Eithinoha Corona è una struttura geologica della superficie di Venere.